# St. Petrus Canisius (Friedrichshafen)

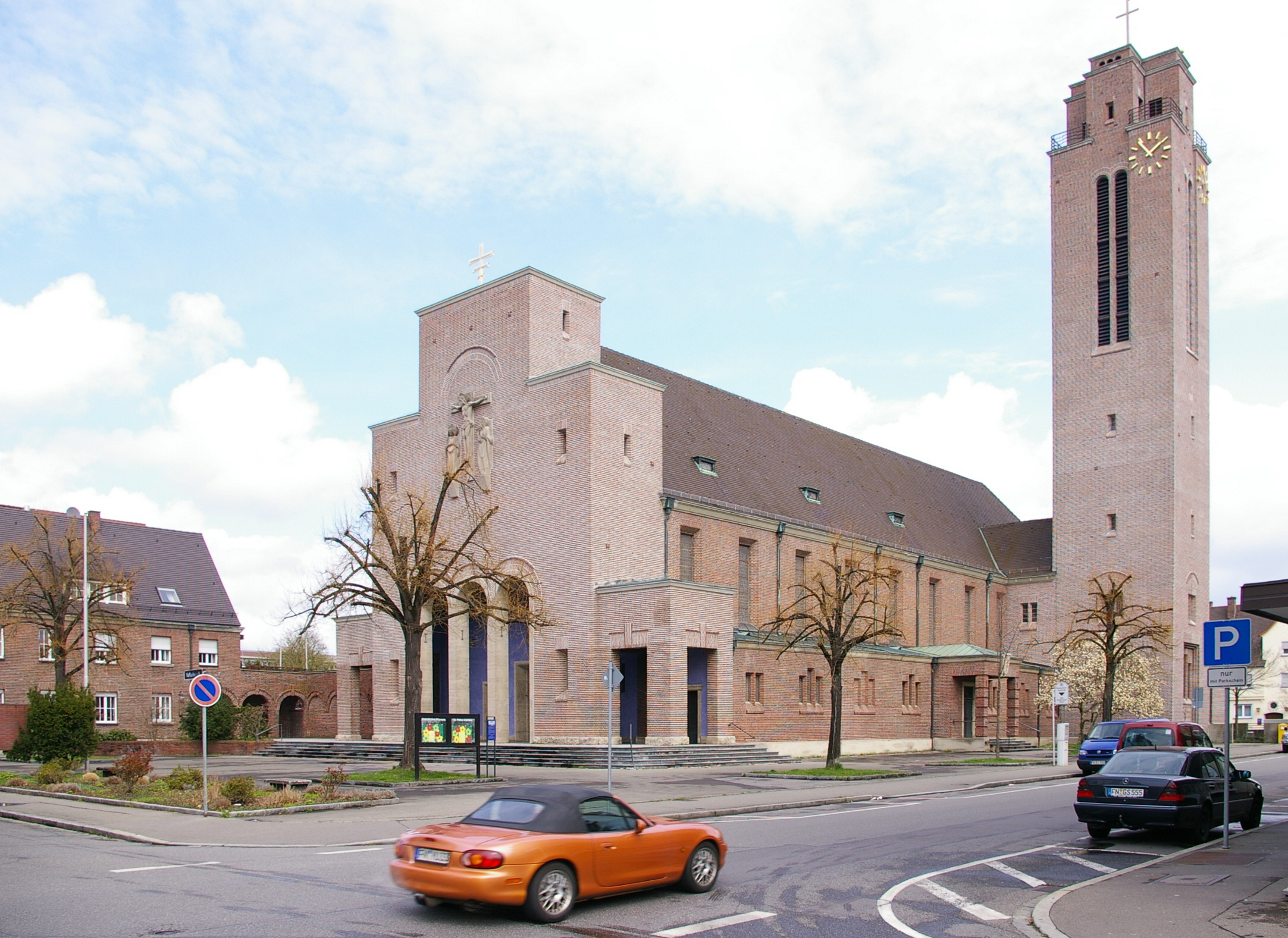
St. Petrus Canisius

Die römisch-katholische Kirche St. Petrus Canisius steht in der Katharinenstraße der Stadt Friedrichshafen. Die Kirchengemeinde im Dekanat Friedrichshafen der Diözese Rottenburg-Stuttgart ist mit 4.800 Katholiken (Stand 2018) die größte Friedrichshafens.

## Geschichte
In der Vorkriegszeit machte das Bevölkerungswachstum im Norden von Friedrichshafen den Bau eines neuen Pfarrzentrums notwendig. Daher wurde ein Gebiet von St. Nikolaus als Kaplanei abgetrennt und 1927/1928 eine neue Kirche nördlich der Bahnstrecke nach einem Entwurf von Hugo Schlösser und Wilhelm Friedrich Laur erbaut. Die Kirche wurde am 24. November 1928 von Bischof Joannes Baptista Sproll dem Patronat des hl. Petrus Canisius anvertraut.
1938 wurde die Kirche zur selbstständigen Pfarrkirche erhoben. Während das Pfarrhaus einem Bombenangriff im Zweiten Weltkrieg am 28. April 1944 zusammen mit nahezu der gesamten Altstadt zum Opfer fiel, wurde die Kirche nur wenig beschädigt. Die Wand des nördlichen Teils des Eingangsbereichs wurde jedoch mit einer Luftmine eingerissen, woraufhin die Orgel Staub und Feuchtigkeit ausgesetzt war.
In den Jahren 1968 bis 1974 erfolgte eine Renovierung von Orgel, Außenfassade und Innenraum. Dabei wurde der Hauptaltar am Ende des Chorraums nach den Richtlinien des Zweiten Vatikanischen Konzils durch einen Zentralaltar ersetzt und die Wände im Innenbereich weiß gestrichen.
1997 erfolgte eine erneute Innenrenovierung, die die ursprüngliche Farbgebung von gelb und blau aufnimmt. Von 2000 bis 2002 wurde der Außenbereich saniert.
Die Kirche hat im September 2017 einen neuen Altar und einen neuen Ambo erhalten. Susanne Wagner hat diese entworfen und in den Werkstätten von Nils Dietrich realisiert.

## Kirchenbau

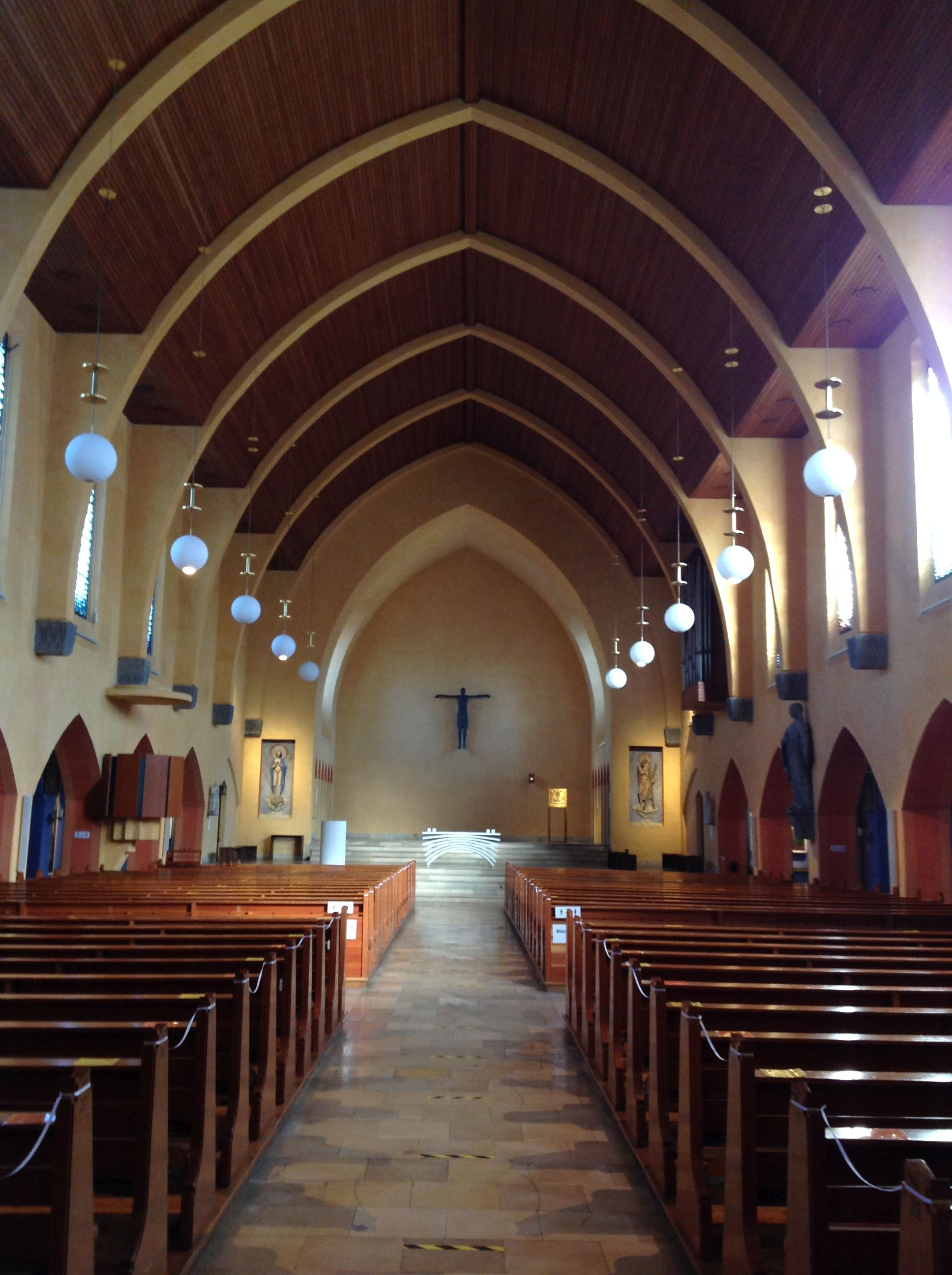
Blick zum Altarraum

Der Baukörper ist eine geostete dreischiffige Basilika im expressionistischen Baustil. Das 58 m lange Hauptschiff mit kurzen und schmalen Fenstern überragt deutlich die niedrigen Seitenschiffe. Die Westfassade ist gekennzeichnet durch kubische gestaffelte Vorbauten nach Art eines Westwerks. Das Hauptschiff ist mit auffälligen Spitzbögen gegliedert, deren Wirkung von August Blepp durch eine farbliche Gestaltung noch gesteigert wurde. Der Chorraum mit zwei Ebenen und gerader Abschlusswand ist relativ kurz. An der Südseite steht der 46 m hohe Turm. Kirchenschiff und Turm sind mit Klinkern verkleidet. Die Westfassade ist mit hohen Arkaden über den drei Eingängen aus Muschelkalk gestaltet. Über dem mittleren Eingang ist innerhalb der Vorhalle ein Relief des hl. Petrus Canisius angebracht, über den Arkadenbögen befindet sich eine monumentale Kreuzigungsgruppe. Im rechten Querschiff unter dem Turm befindet sich die Taufkapelle, das linke Querschiff enthält die Sakristei.

## Ausstattung

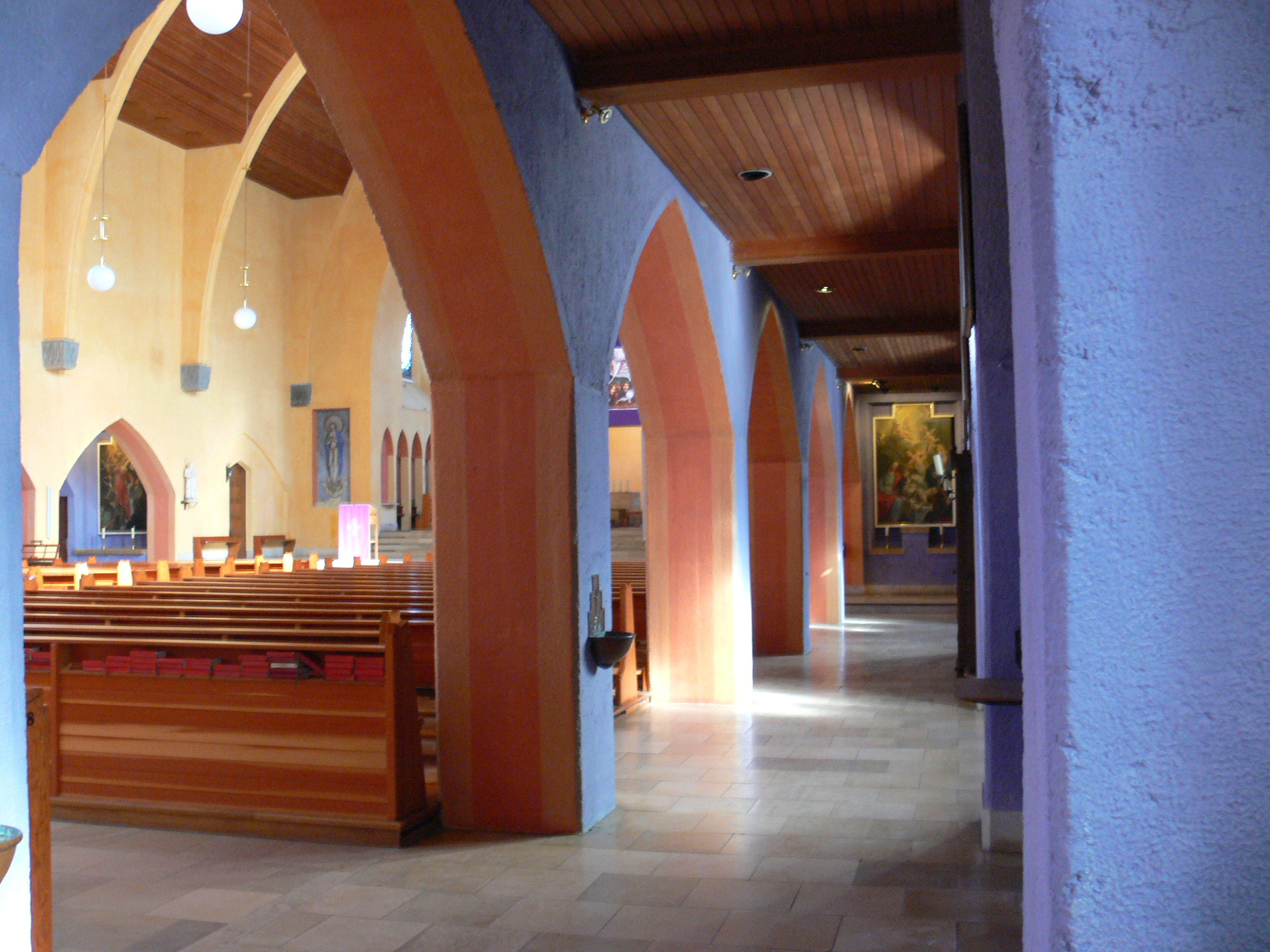
Blick ins rechte Seitenschiff

Über dem Altar ist an der Ostwand eine Christusfigur von Toni Schneider-Manzell angebracht. Im Chorraum befinden sich zwei Reliefaltäre der Maria Immaculata und des Apostels Andreas, gefertigt von Friedrich Thuma. Der Volksaltar und der Ambo aus weißer Keramik sind nach einem Entwurf von Susanne Wagner realisiert worden. Im ersten Spitzbogen des Mittelschiffs ist der sogenannte Löwentaler Heiligenhimmel, ein großes Gemälde aus dem ehemaligen Kloster Löwental, zu sehen. Die Taufkapelle besitzt ein aufwändig gestaltetes Buntglasfenster von Emil Glückler.

## Orgeln

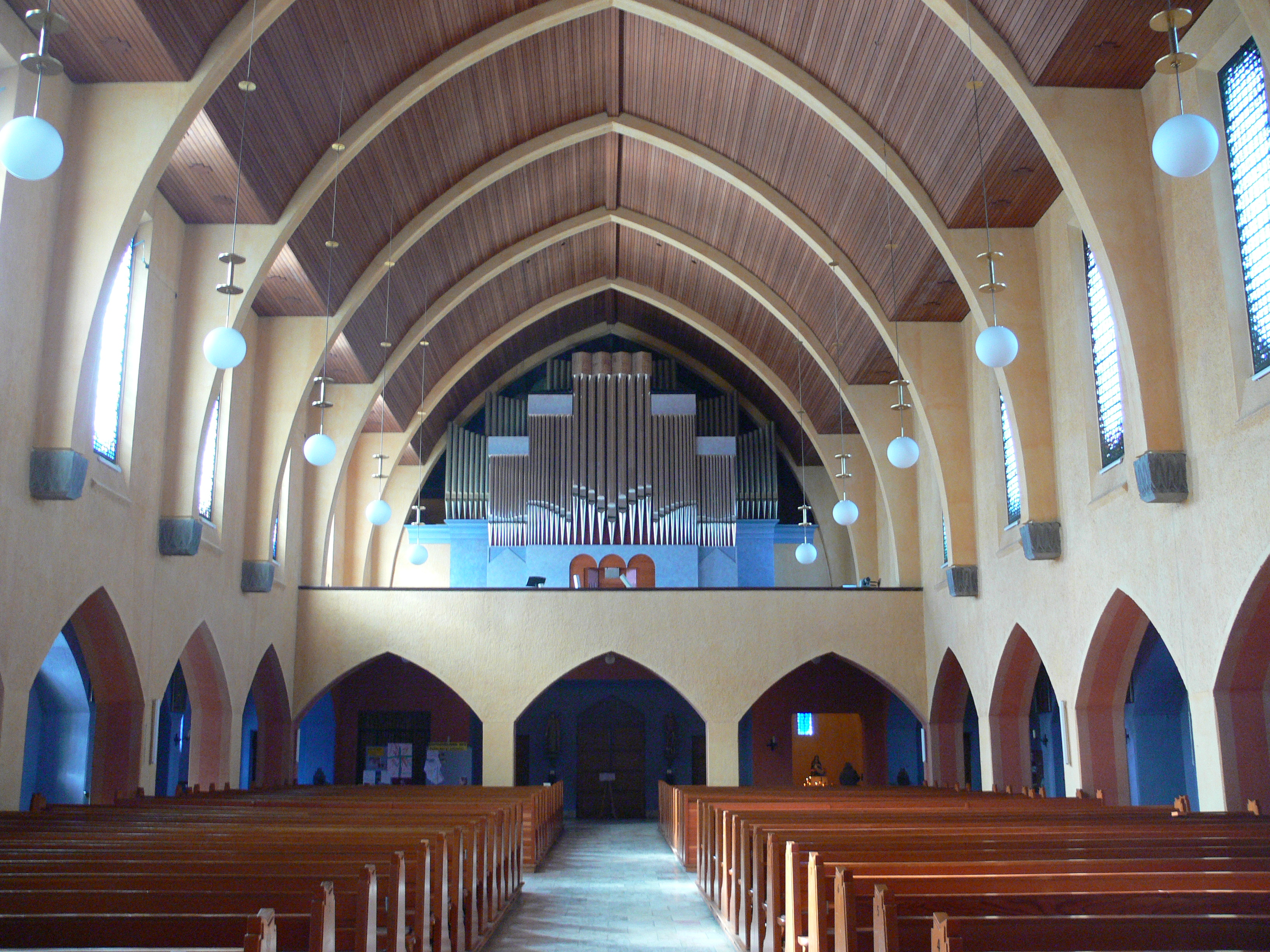
Woehl-Orgel

### Hauptorgel
Nachdem die spätromantische Vorgängerorgel von 1934 der Firma Späth durch Materialermüdung und vorherige Kriegsbeschädigungen in den 1990er Jahren stark reparaturanfällig wurde, erbaute 1997 Gerald Woehl eine Orgel mit drei Manualen und Pedal, 57 Registern mit kombinierter Traktur und neuzeitlicher Prospektgestaltung unter Verwendung einiger Register des Vorgängerinstruments. Der Prospekt ist zweireihig: Vor dem stehengelassenen Freipfeifenprospekt von Späth steht ein neuer von Woehl. Zur örtlichen Ergänzung wurde diese Orgel in stilistischer Abgrenzung zur Mutterpfarrei im symphonischen Stil erbaut. Die Disposition lautet:
| I Hauptwerk C–a3 |                  |       |
| 1.               | Principal        | 16′   |
| 2.               | Principal        | 8′    |
| 3.               | Rohrflöte        | 8′    |
| 4.               | Flûte Harmonique | 8′    |
| 5.               | Gambe            | 8′    |
| 6.               | Octave           | 4′    |
| 7.               | Flûte Douce      | 4′    |
| 8.               | Quinte           | 2 ⁄3′ |
| 9.               | Octave           | 2′    |
| 10.              | Großmixtur V     |       |
| 11.              | Cornett II–V     |       |
| 12.              | Trompete         | 16′   |
| 13.              | Trompete         | 8′    |
| 14.              | Clarine          | 4′    |

| II Schwellwerk C–a3 |                                     |        |
| 15.                 | Gedackt                             | 16′    |
| 16.                 | Principal                           | 8′     |
| 17.                 | Doppelflöte                         | 8′     |
| 18.                 | Salicional                          | 8′     |
| 19.                 | Unda Maris                          | 8′     |
| 20.                 | Gedackt                             | 8′     |
| 21.                 | Octave                              | 4′     |
| 22.                 | Hohlflöte                           | 4′     |
| 23.                 | Nasard                              | 2 ⁄3′  |
| 24.                 | Flageolet                           | 2′     |
| 25.                 | Terz                                | 1 3⁄5′ |
| 26.                 | Flautino                            | 1′     |
| 27.                 | Englisch Horn                       | 8′     |
| 28.                 | Progressio III–V                    |        |
| 29.                 | Trompete                            | 8′     |
| 30.                 | Klarinette                          | 8′     |
| 31.                 | Tuba (horizontal, nicht schwellbar) | 8′     |
| Tremulant (schwach) |                                     |        |

| III Schwellwerk C–a3 |                         |     |
| 32.                  | Quintade                | 16′ |
| 33.                  | Bourdon                 | 8′  |
| 34.                  | Dolce                   | 8′  |
| 35.                  | Flauto Traverso         | 8′  |
| 36.                  | Viola da Gamba          | 8′  |
| 37.                  | Voix Céleste            | 8′  |
| 38.                  | Flöte                   | 4′  |
| 39.                  | Viola                   | 4′  |
| 40.                  | Piccolo                 | 2′  |
| 41.                  | Harmonia Aetheria III–V |     |
| 42.                  | Bombarde                | 16′ |
| 43.                  | Trompette Harmonique    | 8′  |
| 44.                  | Oboe                    | 8′  |
| 45.                  | Vox Humana              | 8′  |
| 46.                  | Clairon Harmonique      | 4′  |

| Pedal C–f1 (tw. schwellbar) |               |     |
| 47.                         | Untersatz     | 32′ |
| 48.                         | Principal     | 16′ |
| 38.                         | Subbass       | 16′ |
| 50.                         | Violon        | 16′ |
| 51.                         | Gedackt       | 16′ |
| 52.                         | Oktavbass     | 8′  |
| 53.                         | Salicional    | 8′  |
| 54.                         | Gedackt       | 8′  |
| 55.                         | Octave        | 4′  |
| 56.                         | Posaune       | 16′ |
| 57.                         | Baßtrompete   | 8′  |
| 58.                         | Tenortrompete | 8′  |
| 59.                         | Clarine       | 4′  |

- Koppeln:

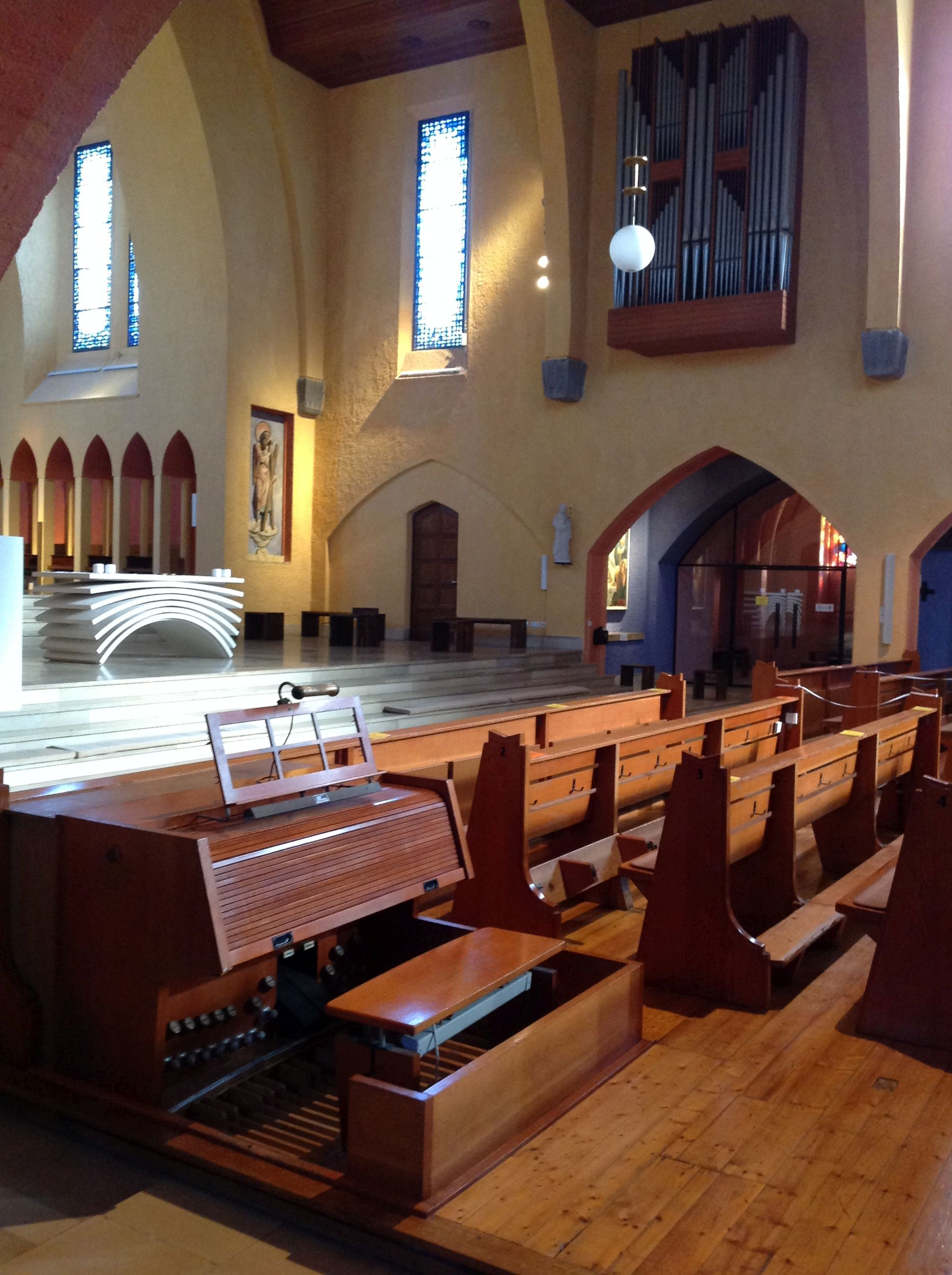
Chororgel mit Spieltisch

  - Normalkoppeln: II/I, III/I, III/II, I/P, II/P/ III/P
  - Suboktavkoppeln: II/I, III/I, III/II
- Spielhilfen: Setzeranlage, Gruppenzüge, Crescendowalze Windcrescendo, Schwelltritte

### Chororgel
Für kleinere Gottesdienstformen und für eine gewünschte stilistische Vielfalt wurde 1969 eine neobarocke Chororgel mit zwei Manualen und 15 Registern von der Firma Reiser gefertigt.

## Glocken
1928 wurde das Geläut eingeweiht. Im Zweiten Weltkrieg wurden bis auf eine einzige alle Glocken eingezogen. Die Glocken wurden in den 1950er Jahren ergänzt. Ein Friedrichshafener Unternehmer, der auch die Woehl-Orgel wesentlich mitfinanzierte,  ermöglichte mit einer Spende die Vervollständigung des Geläuts mit der 1988 gegossenen größten Glocke.
| Glocke | Name         | Gussjahr | Gießer, Gussort                    | Durchmesser | Gewicht | Schlagton |
| ------ | ------------ | -------- | ---------------------------------- | ----------- | ------- | --------- |
| 1      | Christkönig  | 1988     | Glockengießerei Bachert, Heilbronn | 1900 mm     | 4040 kg | A°-2      |
| 2      | Maria        | 1953     | Glockengießerei Bachert, Heilbronn | 1605 mm     | 2200 kg | c'+4      |
| 3      | Josef        | 1953     | Glockengießerei Bachert, Heilbronn | 1410 mm     | 1600 kg | d'+6      |
| 4      | Auferstehung | 1953     | Glockengießerei Bachert, Heilbronn | 1160 mm     | 0950 kg | f'+5      |

## Tonträger
Hans-Ola Ericsson: Symphonic Organ Music Vol.1 + 2, Label: BIS, Erscheinungstermin: 20. November 2000 + 6. März 2001